# 石井未纱
石井未纱（日语：／ Ishii Misa，1991年 1月28日—）是出生于埼玉縣户田市的日本女性声优。隶属于81 Produce 以及演戏剧团“初恋计划”。

## 经历
2011年3月毕业于东京动画学院专校 。
2014年4月1日，成为81 Produce的声优  。

## 人物
兴趣是游戏、唱歌、书法和折纸。

## 演出作品
※粗體字為主要角色

### 电视动画
2014年
- 星光樂園（女学生、阿姨、猫、星光樂園Mode学園長）

2017年
- 靈劍山 通往睿智的資格（侍女、女）
- ID-0（研究员(4)）
- 不起眼女主角培育法（老板娘）
- URAHARA（琴子的母亲）
- 舞動青春（女教師）
- Fate/Apocrypha（贞德的母亲）

2018年
- 刻刻（保母）
- 星光頻道（母亲）
- 未來卡片 神戰鬥夥伴（学生A）
- 雷頓的神秘之旅 卡翠愛兒與大富翁的陰謀（伊尔达·怀特霍尔（过去））
- 打工小哥！2（ウォバ子、カバの子供、ヒツジ）
- 卡片战斗先导者（秘药的魔女、阿里安德罗德）
- 逆转裁判 ～对这个“真相”，有异议！～（TV主播）
- 閃亮模力小天才（主婦2）
- 書店裡的骷髏店員本田（打工小妹、KADOKAWA营业 姬）
- 梅露可物語 -無精打采的少年與瓶中少女-（丘拉马塔）
- 我讓最想被擁抱的男人給威脅了。（化妆师）
- 叛逆性百萬亞瑟王（圆桌亚瑟D）

2019年
- 魔法水果籃（女性、不良、女中）
- 一拳超人（少年A）
- 胡蝶綺 ～少年信長～（女子、侧仕、吉乃的随从）
- 科學一方通行（DA兵、队员）
- 騷亂時節的少女們。（教师、女编辑、曾根崎 母）
- 街角魔族（老师）
- 在地下城尋求邂逅是否搞錯了什麼（亚马逊娼妇、居民）
- 妖怪人間貝姆（女歌手）
- 我們真的學不來！（阿姨B）
- 美妙射擊部（客室乘务员）

2020年
- 搖滾少女（村民）
- 成群結伴！西頓學園（尤加莉的母亲）
- 22/7（佐藤先生）
- 某科学的超電磁砲（研究員）
- GO! 阿童木
- 格萊普尼爾（爱子的母亲）
- 喷嚏大魔王2020（TV记者）
- DECA-DENCE（明蒂）
- 籃球少年王（女教師）
- No Guns Life
- 你與我最後的戰場，亦或是世界起始的聖戰（催化兽）

2021年
- 堀與宮村（保育园的老师）
- 比方說，這是個出身魔王關附近的少年在新手村生活的故事（柯罗孔）
- BLUE REFLECTION：澪（紫乃的母亲）
- 狂熱深淵 迷失的孩子（索莱维·苏文、村民）
- 陰陽眼見子（华的母亲）
- 境界戰機（母亲）

2022年
- 現實主義勇者的王國重建記（友子）
- 歌癒少女（葵的母亲）
- 異世界藥局（木匠妻子）
- 後宮之烏（婢女）
- 福星小子（女学生、女子）
- POP TEAM EPIC（情侣女、白秃子A）
- 機動戰士GUNDAM 水星的魔女（Plant Queta的管制官）

2023年
- 英雄傳說 閃之軌跡（老婆婆、女性议员、助祭、广播播音员）
- BLUE LOCK（成早阳太）
- REVENGER（堂庵的畸形秀表演者B、老板娘）
- 百萬噸級武藏（操作员）
- 絆之Allele（Noelle的母親）
- 獻祭公主與獸王（伊利亞的母親）
- MIX 第二季～第二個夏天，邁向晴空～（老師）
- 藥師少女的獨語（愛藍）
- 絆之Allele 第2期（Noelle的母親）

2024年
- 福星小子 第2期（加代子、お付きの宇宙人）
- 愛犬訊號（泉的祖母、美咲）
- 指尖相觸，戀戀不捨（店員、留學生E）
- 新幹線變形機器人：變革世代（落合三次[5]、女子B、學生）
- 烏鴉不擇主（谷間的遊女）
- 搖曳露營△ SEASON3（中年女性）
- 夜櫻家大作戰（蟲子妖怪}）
- 黑執事 寄宿學校篇（店員）
- 2.5次元的誘惑（理理沙的母親）
- 拉麵赤貓（母親）
- 星辰墜落之國的妮娜（福爾托納王妃）
- 蜻蛉高球 第2期（愛）

2025年
- 藥師少女的獨語 第2期（愛藍、下級妃）
- 一兆＄游戏（女優）
- SAKAMOTO DAYS 坂本日常（母親）
- 黑執事 綠之魔女篇（村人）
- 正義使者 -我的英雄學院之非法英雄-（粉絲）
- 前橋魔女（舞的母親）

### 剧场版动画
2015年
- 和谐（图安的母亲）

2018年
- PEACE MAKER铁（老板娘）

2019年
- Code Geass 复活的鲁路修（机器语音）

2020年
- 煙囪小鎮的普佩电影 （町人）

### Web版动画
2018年
- 惡魔人 Crybaby（妈妈友B）

2020年
- 日本沉没2020 （女成员A）
- 致未来十年的我（老师）

2021年
- 極道主夫（店员）

### 游戏
2015年
- アブナイ恋の捜査室〜Eternal Happiness - aura（秋元 他）
- 俺タワー -Over Legend Endless Tower-（ローラーコンベア、木槌、ミニアースオーガ、ヒーター）
- 战国明日香ZERO（平清盛[6]、斎藤伝鬼房[7]、松永久秀、伊丹康直[8]、伊集院忠倉[9]、朝倉宗滴[10]）

2016年
- STAR OCEAN: ANAMNESIS（蕾妮）
- 爆爆撞士（黑老虎、朱庇特、其他）
- 菲莉絲的鍊金工房 ～不可思議旅的鍊金術士～（蓮‧布萊多娜）

2017年
- Starblood Arena（阿波羅尼亞）

2018年
- 碧藍幻想（丹妮拉[11]）

2019年
- 异界锁链

2020年
- Apex 英雄（兰伯特[12]）
- 迪士尼 扭曲仙境（里德尔的母亲）
- Action對魔忍（亚斯塔禄[13]）

### 戏剧CD
2014年
- それでも、やさしい恋をする（定食屋店员）

2020年
- THE IDOLM@STER MILLION THE@TER WAVE 07 Jus-2-Mint （发型师）

### 音频剧
2018年
- #FFFFFF（宍仓华枝 [14] ）

### 有声读物
2019年
- 七日之食神（绣球花[15] ）

2020年
- スチームヘヴン・フリークス（扎基等人[16] ）

### 电子漫画
2018年
- 心中的碎片（工藤结衣[17] ，美嘉的妈妈[17] ）

### 外语配音

#### 电影
- 我唾弃你的坟墓3：复仇在我 （治疗师）
- 超時空亞當計畫
- 崩壞人生（茱莉亚 <希瑟·林德>）
- 蟻人與黃蜂女（机器声[18] ）
- 屍殺帝國（朴德熙<李善彬>）
- 銀河守護隊2（苏维埃女驾驶员）
- 阿呆與阿瓜：賤招拆招 （芭芭拉沃尔科特博士）
- 末日崩塌 （蘇珊·瑞迪克 < 凯莉·米洛 > 等）
- 给我庇护（卡梅尔）
- 金牌特務：機密對決（威士忌的妻子< Amara Naiwatu >）
- 美好的日子！ -挑战梦想的父子- （运动治疗师）
- 噤界II (蕾根·阿伯特 <米莉森·西蒙斯> [19] )
- 神鬼猎人：在结冰的路上（霍普金斯）
- 傲慢与偏见与僵尸（麗迪雅·班奈特）
- 真相背后
- 驚聲尖笑2（梅根 < 娜塔莎·雷昂 >）*Netflix 版本
- the swap（Aspen <Eriana Jones>）
- 奇异镇(海伦娜 <刘承羽>)
- 氣象戰 （机器声）
- 城市獵人（模特儿（1） [20] ）
- 刑弒厲（阿德丽娜）
- 失蹤網紅（黛安娜<琳达·卡德里尼>）
- 重磅腥聞(潔西·卡爾 < 凱特·麥金儂 >)
- 怪物奇兵 全新世代(WB Executive 2 [21] )
- 双面：潜入搜查篇 (凯缇 <Nicky Whelan>)
- 杀人合约（扎拉·哈耶克 < Gemma Dallender >）
- 啟動機械碼 （斯泰西）
- 星光繼承者2 （记者）
- 怒火地平線(安德莉亞·佛雷特斯 < 吉娜·羅德里奎 >)
- 比得兔兔（经理[22] ）
- 比佛利山超級警探2：轟天雷 *Netflix 版本
- 第一首歌
- 巴士底日
- 保姆夜瘋狂
- 赤道（元）
- 班恩回家(艾薇 < 凯瑟琳·纽顿 >)
- 狗狗的旅程（博士[23] ）
- 波西米亚狂想曲(克里斯西 < Leia Kreller >)
- 绑定（Tiff<佐伊·莱文>）
- 百老匯風流記(Delta Simmons < 凱薩琳·哈恩 >)
- 人型海象
- The Super（贝弗利<路易斯·克劳斯>）
- 地球上最后一个男人 （杰西卡 <丽兹·索拉里>）
- 樂來越愛你 （凯特琳<水野索诺亚>）
- 藍波：最後一滴血 (胡安妮塔 [24] ) *剧场版
- 打回原址（达琳）
- 珍宝大战(洛根 < Jenna B. Kelly >)
- 奇蹟男孩 （米兰达）

#### 戏剧
- 我是僵尸（吉尔达）
- 美國恐怖故事：凶宅（邦妮·利普顿）
- 本能（坎迪斯）
- 陰屍路（杰西安德森<亚历山德拉布雷肯里奇>，公主<保拉拉扎罗>）
- 沉默的天使（泰西）
- 假面（卞志淑<秀愛> ）
- 變種天賦（洛娜·戴恩 / 北极星<艾瑪·杜蒙>）
- 后翼棄兵(克莱奥 <米莉·布拉迪>)
- 摩斯探长前传 (露丝·阿斯特)
- 黑色代码（丽莎·帕克）
- 平克顿侦探社（达芙妮）
- 劣迹斑斑（尼基童年，希瑟洛克利尔）
- 逍遙法外(梅吉·特拉弗斯 <科宾·瑞德> [25] )
- 真爱不死 （沃尔夫博士）
- 世紀天才（玛雅·毕加索）
- 无耻之徒第8季（妮莎<謝茜嘉·蘇佐>）
- 全能侦探社（莉迪亚）
- 邪恶力量10（秘书）
- 反恐特警組 黑暗目标（吉姆）
- 双峰镇 第三季（艾比）
- 透明家庭（哈南）
- 恩賜之地 （麦迪逊）
- 哈利法克斯：报应（佐伊·塞勒 <Mavoney Hazel> [26] ）
- 黑名单（阿丽娜·帕克）
- 荒唐分局(特丽莎)
- 铁杉树丛（布鲁克）
- 来自星星的你（杨美妍）
- 风中的女王(德尔芬)

#### 动画
- 复仇者联盟（梅根麦克拉伦，扎尔达）
- 花園牆外（洛娜）
- 银河护卫队（安吉拉）
- 湯瑪士小火車（Curly、阿诗玛 等）
  - 湯瑪士小火車電影版 鐵路大競賽
  - 湯瑪士大小火車：衝出多多島
  - 湯瑪士小火車電影版 環遊世界大冒險
  - 湯瑪士小火車電影版 挖掘與發現！
- 宇宙小奇兵 （紫女等）
- ½的魔法（耶尔达[27] ）
- 浩克與狂砸特工隊（女性和其他）
- Ben 10 （飞行假发）
- 漫威蜘蛛侠（熊猫狂热）
- 绿鸡蛋和绿火腿～山姆和盖伊的大冒险～ （米歇尔）
- 瑞克和莫蒂（杰西卡）
- 露娜的奇幻冒险 （Zoom Shine）

### 广播剧
*網路電台。
- 本気!アニラブ

### 解说
- 日本之旅（旁白、解说）
- NHK 预制图（现场解说）

### 旁白
- 亚洲洞察力
- 老師沒教的事！
- 大英縫紉大賽
- 日立 世界・不思議發現！
- BS世界紀錄片
- 天橋驕子第 16 季
- 向沼打听时下流行
- 前人的潜能，智慧的源泉
- テレビ史を揺るがせた100の重大ニュース
- 每周新闻阅读
- 忍者亂太郎：亂遊太空
- 世界风景游记

### 电视节目
- 漫步世界街道 （美食信息）
- 日本！历史鉴定（高桥传奇、細川伽羅奢）
- “托马斯小火车”角色特别版（克里斯）
- “托马斯小火车”新系列特别版之前（克里斯）
- “托马斯小火车”世界特辑（克里斯）

### 舞台剧
- 初恋企划第2公演「天使在呼唤」（高畠美贵）

## 外部连接
- 石井未紗 （页面存档备份，存于） - 81 Produce的官方网站
- 石井未紗 （页面存档备份，存于） (@MISA_ece) - Twitter
- 石井未紗のプロフィール・画像・写真 - WEBザテレビジョン （页面存档备份，存于）
- 石井未紗 （页面存档备份，存于） - KINENOTE
- 石井未紗 （页面存档备份，存于） - MOVIE WALKER PRESS
- 石井未紗 （页面存档备份，存于） - allcinema